# Lars Strömberg
Lars Strömberg, född 21 mars 1978, är en svensk musiker (gitarrist). Han är mest känd som en av originalmedlemmarna i det svenska garagerockbandet The (International) Noise Conspiracy, men har också spelat i hardcorebandet Separation.

## Biografi
Strömberg började spela gitarr i den kommunala musikskolan när han var tio år gammal, något som han dock upplevde som tråkigt. I högstadiet startade han ett punkband som spelade Bad Religion-covers.

### Separation
Strömberg spelade gitarr och sjöng i det svenska hardcorebandet Separation mellan åren 1994 och 1999.

### The (International) Noise Conspiracy
Strömberg bildade 1998 bandet The (International) Noise Conspiracy. Bandet är aktivt än idag.

### Strömberg som gästmusiker
Strömberg har medverkat på flera skivor av DS-13, där han bidragit med bakgrundssång. Han spelade också bas på låten "Something Missing" på The Lost Patrols studioalbum Songs About Running Away (2003). Året efter medverkade han med bakgrundssång på Dollhouse' album The Rock and Soul Circus.

### Fotnoter
1. ↑  ”Intervju med Lars Strömberg”. Geeloo.se. Arkiverad från originalet den 25 maj 2012. http://archive.today/2012.05.25-080001/http://tidigare.geeloo.se/musik/intervju/tinc.html. Läst 19 april 2012.
2. ↑  ”Lars Strömberg”. Discogs.com. http://www.discogs.com/artist/Lars+Str%C3%B6mberg. Läst 19 april 2012.